# Przemysław Kaźmierczak
Przemysław Kaźmierczak (ur. 5 maja 1982 w Łęczycy) – polski piłkarz występujący na pozycji pomocnika, piłkarz plażowy, reprezentant Polski.
Dysponujący dobrymi warunkami fizycznymi (191 cm wzrostu i 79 kg wagi) piłkarz swoją karierę rozpoczynał w sezonie 1999/2000, występując w zespole ŁKS-u Łódź. W następnym roku przeniósł się do Piotrcovii Piotrków Tryb., powołany został również do kadry U-18, z którą zdobył Mistrzostwo Europy na turnieju w Finlandii w 2001 roku. Następnie występował w Górniku Łęczna. Przed sezonem 2003/2004 przeniósł się do Pogoni Szczecin, z którą miał podpisany kontrakt do roku 2010. W polskiej ekstraklasie debiutował 1 sierpnia 2004 roku w spotkaniu z Legią Warszawa.
Na polskich pierwszoligowych boiskach rozegrał dotychczas 91 spotkań (49 w barwach Pogoni Szczecin i 42 w barwach Śląska Wrocław) i zdobył 16 bramek (5 w Pogoni Szczecin i 11 w Śląsku Wrocław).
5 marca 2006 w konkursie stacji TV Canal+ uhonorowany został „Piłkarskim Oscarem 2005” za najładniejszą bramkę roku zdobytą 16 września 2005 w 69. minucie meczu Pogoń – Legia (2:2).
W sezonie 2006/2007 został wypożyczony do portugalskiej Boavisty Porto, w której występował razem z Rafałem Grzelakiem i Krzysztofem Kazimierczakiem. W 29 występach zdobył 5 goli.
9 czerwca 2007 zagrał w meczu gwiazd ligi portugalskiej odbywającym się w Lizbonie, zmieniając Zinedine'a Zidane'a.
21 czerwca 2007 podpisał trzyletni kontrakt z FC Porto, jednak nie był w stanie przebić się do podstawowej jedenastki. Przed sezonem 2008/2009 został wypożyczony na rok do klubu Derby County. Po powrocie z wypożyczenia w Derby County F.C. do FC Porto, został ponownie wypożyczony tym razem do czternastego klubu Primeira Liga, Vitória Setúbal, z którym 22 lipca 2009 podpisał kontrakt na jeden sezon. Po wypełnieniu rocznej umowy 3 sierpnia 2010 podpisał dwuletnią umowę z klubem polskiej ekstraklasy Śląsk Wrocław. W sezonie 2010/2011 Kaźmierczak dla Śląska Wrocław strzelił 8 bramek, grał na pozycji defensywnego pomocnika. W sezonie 2011/2012 ze Śląskiem wywalczył mistrzostwo Polski. 13 lipca 2014 przeszedł ze Śląska Wrocław do Górnika Łęczna, lecz 1 lipca 2015 rozwiązał kontrakt z tym klubem.

## Piłka nożna plażowa
W 2018 zasilił szeregi pierwszoligowego BSCC Łódź.

## Reprezentacja Polski
W reprezentacji Polski zagrał w 11 meczach. Jedyną bramkę dla „Biało-czerwonych” zdobył 24 marca 2007 w meczu przeciwko Azerbejdżanowi.
| Mecze i gole w reprezentacji | Mecze i gole w reprezentacji | Mecze i gole w reprezentacji | Mecze i gole w reprezentacji | Mecze i gole w reprezentacji | Mecze i gole w reprezentacji | Mecze i gole w reprezentacji | Mecze i gole w reprezentacji |
| L.p.                         | Data                         | Miasto                       | Przeciwnik                   | Gol                          | Wynik                        | Rozgrywki                    | Grał                         |
| ---------------------------- | ---------------------------- | ---------------------------- | ---------------------------- | ---------------------------- | ---------------------------- | ---------------------------- | ---------------------------- |
| 1.                           | 28 kwietnia 2005             | Chicago                      | Meksyk                       |                              | 1:1                          | towarzyski                   | do 45'                       |
| 2.                           | 7 października 2005          | Warszawa                     | Islandia                     |                              | 3:2                          | towarzyski                   | od 45'                       |
| 3.                           | 16 listopada 2005            | Ostrowiec Świętokrzyski      | Estonia                      |                              | 3:1                          | towarzyski                   | od 73'                       |
| 4.                           | 7 października 2006          | Ałmaty                       | Kazachstan                   |                              | 1:0                          | el. ME 2008                  | od 32'                       |
| 5.                           | 15 listopada 2006            | Bruksela                     | Belgia                       |                              | 1:0                          | el. ME 2008                  | od 88'                       |
| 6.                           | 7 lutego 2007                | Jerez de la Frontera         | Słowacja                     |                              | 2:2                          | towarzyski                   | 90'                          |
| 7.                           | 24 marca 2007                | Warszawa                     | Azerbejdżan                  | Gol                          | 5:0                          | el. ME 2008                  | od 69'                       |
| 8.                           | 28 marca 2007                | Kielce                       | Armenia                      |                              | 1:0                          | el. ME 2008                  | do 61'                       |
| 9.                           | 17 października 2007         | Łódź                         | Węgry                        |                              | 0:1                          | towarzyski                   | od 46'                       |
| 10.                          | 14 grudnia 2012              | Antalya                      | Macedonia Północna           |                              | 4:1                          | towarzyski                   | 90'                          |
| 11.                          | 2 lutego 2013                | Malaga                       | Rumunia                      |                              | 4:1                          | towarzyski                   | 90'                          |
| 12.                          | 14 sierpnia 2013             | Gdańsk                       | Dania                        |                              | 3:2                          | towarzyski                   | do 46'                       |

## Sukcesy

### Drużynowe

#### FC Porto
- Primeira Liga (1): 2007/08

#### Śląsk Wrocław
- Mistrzostwo Polski (1): 2011/12
- Superpuchar Polski (1): 2012